# Kevin Nee

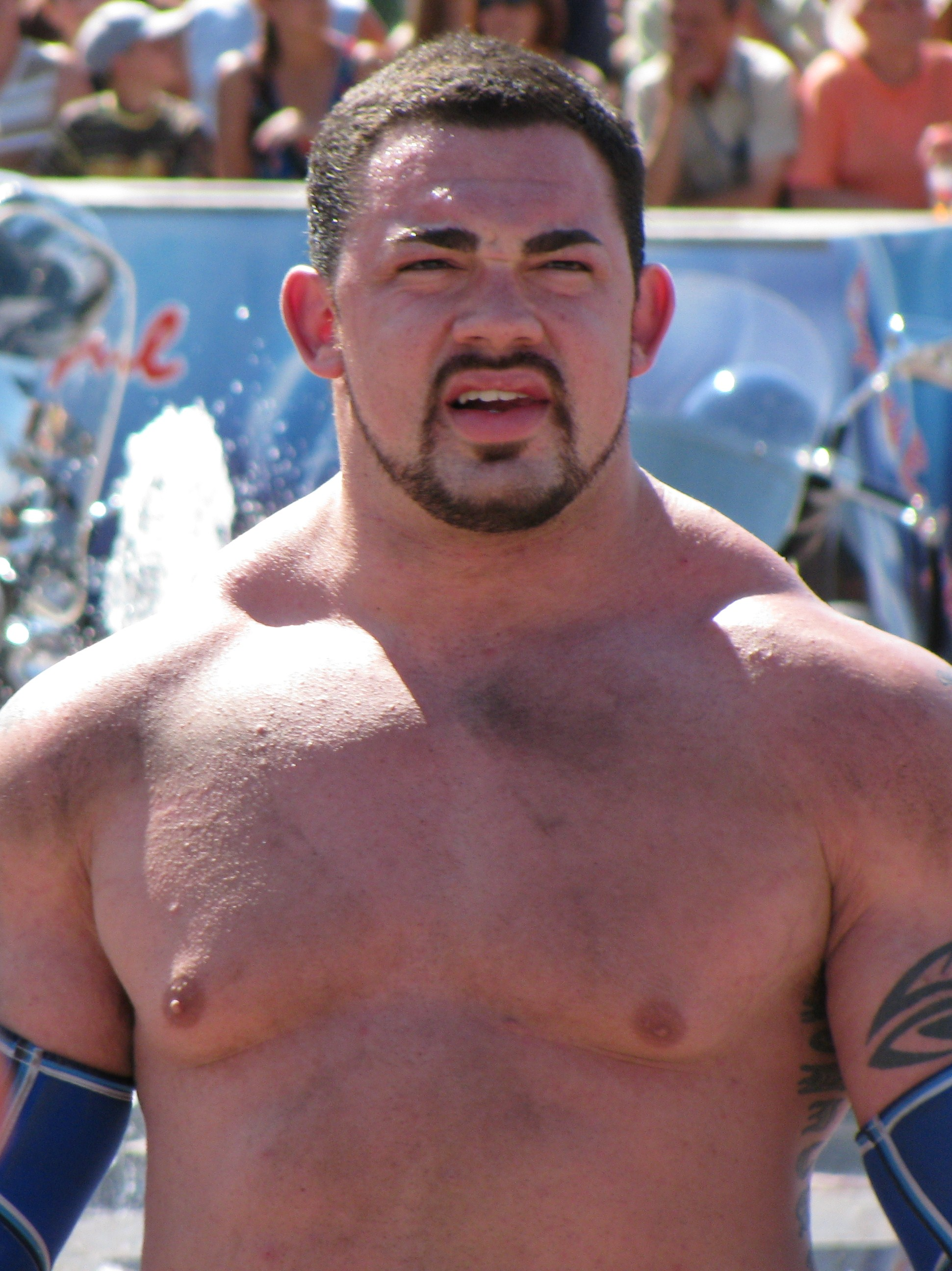
Kevin Nee

Kevin Nee (nacido el 21 de agosto de 1985) es un forzudo estadounidense.
Comenzó a levantar pesas en 2000 a los catorce años y el 27 de septiembre de 2005 ingresó en la competición de El hombre más fuerte del mundo con solo 20 años y 36 días, lo que lo convierte en el competidor más joven de la historia. En 2007 salió en octavo lugar, siendo así el competidor más joven en calificar entre los diez mejores.

## Perfil
- Altura: 1,88 m
- Peso: 120 kg
- Pecho: 1,20 m
- Cintura: 100 cm
- Bíceps: 50 cm

## Récords en los tres ejercicios básicos

### Poco antes del año 2007 (21 años)
- Sentadilla: 250 kg
- Peso muerto: 320 kg
- Press de banca: 190 kg

### Poco antes del año 2008 (22 años)
- Sentadilla: 345 kg
- Peso muerto: 400 kg
- Press de banca: 227 kg

- Datos: Q6397081
- Multimedia: Kevin Nee / Q6397081